# Kazuhiko Masada
Kazuhiko Masada (正田 和彦, Masada Kazuhiko) é um lutador profissional japonês, mais conhecido pelo seu nome de ringue Mazada (escrito em maiusculas). Ele é um dos membros fundadores do famoso grupo Tokyo Gurentai juntamente com Nosawa Rongai e Kikuzawa.

## No wrestling
- Movimentos de Finalização
  - Shoda Drop (Fisherman driver)[1]
  - Swinging reverse STO[1]

- Movimentos Secundarios
  - Bridging German suplex[1]
  - Dropkick, as vezes do topo da corda
  - Hurricanrana[1]
  - Legsweep DDT[1]
  - Shoda Destroy Invertido front flip piledriver, como um piledriver revertido
  - Spinning heel kick
  - Suicide dive

- Musica na entrada
  - "Torero" por Chayanne (Tokyo Gurentai; ?-presente)

## Titulos e Premios
- All Japan Pro Wrestling
  - AJPW Junior Tag League (2006) - com NOSAWA Rongai

- Apache Army
  - WEW Tag Team Championship (1 vez) - com NOSAWA Rongai

- Dradition Pro Wrestling
  - CAW Central United States Tag Team Championship (1 vez) - com Katsushi Takemura

- Dramatic Dream Team
  - UWA World Trios Championship (2 vezes) - com NOSAWA Rongai & FUJITA

- El Dorado Wrestling
  - UWA World Tag Team Championship (1 vez) - com NOSAWA Rongai

- International Wrestling Revolution Group
  - IWRG Intercontinental Tag Team Championship (2 vezes) - com Nosawa (1) e American Gigolo (1)
  - IWRG Intercontinental Trios Championship (1 vez) - com Nosawa & Takemura
  - Copa Higher Power (2004) - com NOSAWA Rongai, GARUDA & Black Tiger III

- Mobius
  - Apex of Triangle Six–Man Tag Team Championship (1 vez) - com NOSAWA Rongai & TAKEMURA

- Pro Wrestling Illustrated
  - PWI classificou-o #277 dos melhores 500 lutadores individuais no PWI 500 em 2006[2]

- Tokyo Gurentai
  - Tokyo Intercontinental Tag Team Championship (1 vez) – com HUB[3]
  - Tokyo World Heavyweight Championship (1 vez)[4]
  - Tokyo World Tag Team Championship (1 vez) - com NOSAWA Rongai

## Referencias
1. 1 2 3 4 5 6  «Profile at Puroresu Central». Puroresu Central. Consultado em 16 de dezembro de 2013
2. ↑  «Pro Wrestling Illustrated Top 500 – 2006». Pro Wrestling Illustrated. Wrestling Information Archive. Consultado em 13 de março de 2009. Arquivado do original em 19 de setembro de 2011
3. ↑  «【東京愚連隊自主興行】東京ICタッグ初代王者決定戦、藤波参戦». Battle News (em japonês). 7 de abril de 2014. Consultado em 7 de abril de 2014
4. ↑  «東京愚連隊興行12.11後楽園大会　マスカラス＆テリーと船木が合体し、論外＆藤原＆カズと対戦». Battle News (em japonês). 11 de dezembro de 2014. Consultado em 11 de dezembro de 2014

Predefinição:Persondata